# 陪臣
陪臣（ばいしん）は、家臣（臣下）の家臣を指す語。又者（またもの）、又家来（またげらい）とも呼ぶ。陪臣に対比し、直属の家臣を指す場合には直臣（じきしん）または直参（じきさん）という。
直臣と陪臣の差は、封建制において重要であり、実際の職制や社会権力とは別に直臣の方が家格が高いということがあった。また、主従関係においては、その組織の長であっても、原則的には陪臣に対する指揮命令権は持たず、また陪臣も主君の主君に従う義務はなかった。「臣下の臣下は臣下ではない」という言葉に表されるように、そもそも陪臣とは主従関係があるとはみなされない。
元来は直臣（直参）と共に日本史上の武家社会の言葉であったが、他国の同様の身分に対して使用することもある。中世ヨーロッパの封建制の下では、日本と同様に直臣との差異が意味を持つ場合があるが、単に家臣の家臣という意味合いで陪臣と呼ぶこともある。
本項では、日本の江戸時代における陪臣について解説する。

## 概要
武士団やそれを基盤にした江戸時代の幕府や各藩の官僚機構は、家相互の主従関係のネットワークで構成されていた。将軍、藩主が直接掌握し、命令権を持つのは直接の主従関係を結んだ家臣（直臣）だけであり、家臣がさらに召し抱えた者については主従関係を持たなかった。こうした、主人を持つ武士が家臣として召し抱えた武士を陪臣と呼んだ。

## 定義
以下、「直臣」「陪臣」「陪々臣」「陪々々臣」を下記の意味で用いる。
将軍
　↓
直臣（将軍の家臣＝大名）
　↓
陪臣（大名の家臣＝藩士）
　↓
陪々臣（藩士の家臣）
　↓
陪々々臣（藩士の家臣の家臣）

## 江戸時代の陪臣
江戸幕府の制度においては、将軍の直接の家臣直参である大名や旗本および一定以上の格の御家人は軍役規定に則り、侍を召し抱えていた。これら直参の武士が召し抱えた家臣は陪臣とされた 。直参が蔵米取りの下級旗本であっても将軍への拝謁が許されていたのに対し、陪臣はたとえ大藩で1万石以上と大名並みの石高を有する家老、藩主一族でも拝謁は許されなかった。彼らは将軍との主従関係を持たず、拝謁の資格を有しなかったのである。
同様に陪臣が他家の主君に直接面会をすることも出来なかった。主君が不在であったり病気などの理由で江戸城に登城できない場合、陪臣が登城し用件を老中・若年寄など幕閣に伝える場合もあった。この際も幕閣は他家主君であるので、御用取次を介して用件が伝えられた。
また、旗本が用人などとして抱える家臣も将軍からは陪臣である。この中には、知行地の代官をつとめたりするほか、主君が奉行に就任した際に内与力として随行するなど幕政に直接従事する者も見られた。
陪臣は、次項で述べる「陪臣叙爵」の例外を除いて、官位を持つことが禁止されており、直参とは格式において差が付けられていた。これは島津久光、黒田長経ら世子の控えの立場にある藩主一族でも同様であった。

### 陪臣叙爵
御三家や加賀前田家の家老は陪臣であったが、大名並みに諸大夫に叙爵された。このことを陪臣叙爵という。 陪臣叙爵は駿府徳川家、甲府徳川家、館林徳川家、越前松平家、越後松平家にも認められていた。陪臣叙爵は家格によって定員が決まっており、家老の中でも抜きんでた名門は常時の諸大夫を許され、叙爵においても優先された。

## 陪々臣
加賀藩、仙台藩、長州藩、薩摩藩など大藩においては陪臣である上級家臣の禄高も高く、彼ら高級陪臣はさらに家臣団を抱えていた。これら陪臣に仕える家臣は陪々臣と呼ばれた。彼らは格式は低いが、主家が高禄を得ている場合、禄高は微禄の直参より遥かに高い者も存在した。以下に諸家における例を記す。

### 加賀藩
100万石を領する加賀藩においては、宿老である加賀八家をはじめ、1万石以上の禄高を有する家臣が多く存在し、藩と同様に組織された家臣団を抱えている例も多かった。加賀八家筆頭の前田土佐守家では家老、算用場などの役職が設けられ藩と同様に組織され、同じ加賀八家の長家に至っては家臣団のみならず、浦野事件に至るまで織田信長から安堵された所領をそのまま維持し、半大名状態であった。八家中最高の5万石を領する加賀本多家では家臣団の総数は660人に及び、1千石以上の家臣が3人、500石以上が4人おり、1千石以上のうちの一人である蜂岡伊賀は2千石を与えられていた。これは大半の旗本より高い禄高である。他にも加賀八家の家臣には3千石を得ている者も存在したという。他にも人持組の赤座家には橋本家らの陪々臣の存在が記録に残っており、万石級、千石級の藩士の多くが陪々臣を召し抱えていたことが見て取れる。

### 仙台藩
仙台藩では東北地方特有の土地の広大さから地方知行制が根強く残り、半大名的な家臣、戦国時代の小大名が伊達家に服属して家臣となった家や、伊達家の分家一門（一門）、古くからの家臣や戦国時代以前に分かれた分家で戦国時代に在地領主であった家（一家、一族）、他の戦国大名の分家か有力家臣の出自を持つ者（準一家）などを多数抱えた。そのため、陪臣が家臣を抱えていることは珍しくなく、又家中とも呼ばれたこれら陪々臣がさらに家臣を抱える例もあった。一族以上のなかには万石以上の知行地を拝領した家が11もあり、表高以上の豊かさもあって可能となったのである。
著名な陪々臣として、吾妻謙（岩出山伊達家（一門）家老）、田村顕允（亘理伊達家（一門）家老）が挙げられる。この2人はいずれも、戊辰戦争後に主家が知行のほとんどを失ってからも仕え続け、伊達一門の北海道移住・開拓を主導した。

### 紀州藩
紀州藩では、江戸勤番の藩士に家来を伴って赴任した者がいたことが記録されている。この者が侍身分であった場合、陪々臣ということになる。

### 薩摩藩
薩摩藩の上士層である御一門家・一所持・一所持格は家中と呼ばれた陪々臣を召し抱えていた。

### 長州藩(萩藩)
萩藩の家臣団で最上位の一門六家と永代家老家は、1万石を超える禄高の家が5家あり、多くの陪々臣を抱えていた。その次の家格である寄組と呼ばれた重臣層も大組頭や手廻頭などに任命され、加判、当職（国相）当役（行相）などの家老職に抜擢されることもあり、時代により異なるが、約60家があった。6千石から3千石の家が10家あるなど大身の者が多く、一門六家、永代家老とともに自身の家臣団（陪々臣）を抱えていた。一門六家、永代家老、寄組の家臣である陪々臣も当然、士分（家士）と卒の区分があり、藩内における身分はその家の中で士分に準じる者は藩士の次に位置し、卒に準じる者は藩卒の次であった。
また、岩国領の吉川家に仕える家臣は、吉川家を毛利家家臣とする毛利宗家の主張に則ると、形式上は陪々臣となる。

### 佐賀藩
佐賀藩は藩主鍋島家が龍造寺家から支配権を禅譲される形で大名となったため、龍造寺一族は鍋島家の支配体制確立後も尊重され、その所領、家臣はそのまま温存された。

### その他の藩
このほか、『忠臣蔵』で有名な赤穂藩浅野家には家臣吉田兼亮の足軽寺坂信行（のち赤穂浅野家直参の足軽となる）の名前が広く知られ、江戸初期の福岡藩大老黒田一成に粕屋茂平衛、近藤加衛門、関勘六、江見彦右衛門らの家臣がいたことが記録されているなど、特に地方においては陪々臣の存在は珍しいものではなかった。

## 陪々々臣
陪々臣の下にさらに陪々々臣ともいうべき家来が仕えている場合、奉公関係が非常に複雑になる上、謀反を疑われる危険もあったため、諸侯間の了解事項として士分として扱われるのは陪々臣までとされていた。陪々々臣の陪々臣への奉公は下級の陪々臣が上級の陪々臣の下で役目についているという形を取ることが一般的であった。

## 天下の三陪臣
『名将言行録』では、戦国時代における天下の三陪臣が挙げられている。
- 「陪臣にして、直江山城、小早川左衛門、堀監物杯は天下の仕置をするとも仕兼間敷（しかねまじき）ものなり」

豊臣秀吉が主君で、その直臣である上杉景勝の家臣直江兼続、毛利輝元の家臣小早川隆景、堀秀政の家臣堀直政はそれぞれ陪臣にあたり、陪臣であるが天下の仕置も務まると評価したものである。また堀直政の代わりに龍造寺隆信の家臣鍋島直茂が入るパターンもある。